# Aliança Liberal
Aliança Liberal (en español: Alianza Liberal) fue un partido político creado en 1929 en Brasil. Reunió a gran parte de los opositores a la candidatura de Júlio Prestes a la presidencia de la República.

## Historia
Surgió en virtud de la brecha creada en el tradicional sistema de reparto presidencial, reparto dominado por los estados de São Paulo y Minas Gerais — la política del café con leche. Por ese acuerdo político, los estados se repartían la presidencia en cada elección presidencial, ocupando ahora la presidencia un paulista y después le tocaba el turno a un presidente apoyado por los mineros. Gracias al fraude y la manipulación (como la Comisión de Verificación de los Poderes y el Coronelismo), ese acuerdo político siempre salía triunfante, sobre todo porque no había oposición real.
En 1929, el presidente paulista Washington Luís Pereira de Sousa contrarió el sistema de reparto y apoyó a un paulista, Júlio Prestes, para su sucesión. Necesitaba garantizar los intereses financieros de São Paulo, en crisis tras la Gran Depresión. Descontentos, los políticos de Minas Gerais rompieron con el Partido Republicano Paulista (PRP) y firmaron el apoyo a la candidatura de Antônio Carlos Ribeiro de Andrada. Sin embargo, inseguros de su victoria, buscaron aliarse con otros estados, principalmente Río Grande del Sur. El 17 de junio de 1929 Antônio Carlos Ribeiro cedió su candidatura al gaucho Getúlio Vargas. También se acordó con el Estado de Paraíba que el vicepresidente sería João Pessoa, del Partido Democrático Paulista, rival del PRP. En agosto fue formalizada la Aliança Liberal (AL). Los líderes del movimiento eran Afonso Pena Júnior e Ildefonso Simões Lopes.
Entre las banderas de la Aliança Liberal (AL) estaba el voto secreto, la independencia de la judicatura, la amnistía para los tenientes envueltos en las diversas rebeliones a lo largo de la década de 1920, la protección a la exportación de café y algunas reformas sociales.
La elección de marzo de 1930 fue intensamente disputada, y la candidatura aliancista acabó siendo derrotada. Varias denuncias de fraude fueron hechas, sin que tuvieran ningún resultado.

## Revolta de Princesa
João Pessoa, presidente del estado de Paraíba y candidato a la vicepresidencia en la lista opositora de la Aliança Liberal, sufrió la derrota en sus propias carnes. El coronel José Pereira, que apoyaba a Júlio Prestes, inició una revuelta en la ciudad de Princesa contra el gobierno de Pessoa, revuelta apoyada por el Gobierno federal. Al mismo tiempo, ganaba fuerza en el partido Aliança Liberal la propuesta interna de derribar a Washington Luís a través de un movimiento armado. João Pessoa rechazó esa solución, pues su preocupación giraba en torno a la Revolta de Princesa. Ordenó registros en los domicilios rebeldes y en uno de esos registros la policía encontró cartas íntimas de João Dantas, aliado de José Pereira, que fueron publicadas por la prensa, causando un gran escándalo en la sociedad paraibana. Días después, en el mes de julio, en un viaje a Recife, João Pessoa fue asesinado por dos tiros de pistola descerrajados por João Dantas en una cafetería de la capital pernambucana.
El asesinato de Pessoa causó una honda conmoción en Brasil. Los líderes de la Aliança Liberal trasladaron el cuerpo a Río de Janeiro, donde fue enterrado en medio de grandes manifestaciones populares. En las ciudades por donde pasó el cadáver, el cortejo fue recibido con manifestaciones semejantes. En ese clima, los preparativos revolucionarios se precipitaron. En octubre cayó Washington Luís, y la ascensión de Vargas al poder se produjo al mes siguiente. El nuevo presidente, Júlio Prestes, debería asumir la presidencia en noviembre. 
En septiembre de 1930, la capital paraibana, hasta entonces llamada cidade da Paraíba, fue rebautizada con el nombre de Pessoa.

## Revolución de 1930
La revolución de 1930 se inició en Río Grande del Sur el 3 de octubre, a las 17 horas y 25 minutos. Osvaldo Aranha telegrafió a Juárez Távora comunicando el inicio de la Revolución. Rápidamente se extendió por todo el país. Ocho gobiernos provinciales del Nordeste fueron depuestos por los tenientes. El día 10 de octubre, Getúlio Vargas lanzó el manifiesto "O Rio Grande de pé pelo Brasil" y partió, por ferrocarril, rumbo a Río de Janeiro, capital nacional de la época.
Con la Revolución de 1930 terminaba la República Velha, y el candidato de la AL, Getúlio Vargas, llegaba al poder a través de vías no legales.